# Jinkx Monsoon
Hera Lilith Hoffer (Portland, Oregon, 18 de setembro de 1987), com nome artístico de Jinkx Monsoon, é uma drag queen, musicista e interprete das artes cênicas estadunidense, também tem narcolepsia. Monsoon venceu a quinta temporada de RuPaul's Drag Race, em 2013 e também a sétima temporada de RuPaul's Drag Race: All Stars, sendo coroada "Queen of All Queens".
Em junho de 2019, um painel de jurados da revista americana New York colocou Monsoon no décimo-oitavo lugar na sua lista das 100 maiores drag stars dos Estados Unidos.

## Vida
Nasceu na cidade americana de Portland, Oregon, se apresentou pela primeira vez aos 16 anos no Escape Nightclub.
Hoffer tem criação católica, porém aos dezoito anos descobriu sua ascendência materna Judaica-Russa, por isso caracteriza sua personagem Jinkx Monsoon como judaica, como uma forma de se reconectar com sua herança. Hoffer também tem narcolepsia, fato que foi revelado na pré-estreia da quinta temporada de RuPaul's Drag Race.
Hoffer trabalhou como faxineiro durante a universidade e se graduou como Bacharel em Belas Artes em Teatro pelo Cornish College of The Arts em 2010. Viveu em Seattle desde 2006.
Hoffer se identifica como pessoa não-binária ou agênero e prefere o pronome singular they quando não está em drag. Em uma entrevista em abril de 2017, Monsoon afirmou: "Eu nunca me identifiquei totalmente com o gênero masculino. Minha identificação pessoal sempre esteve mais para gênero fluido ou gênero ambíguo, mas até então eu nunca soube da existência dessas palavras para explicar isso para mim".
Seu período de atividade se iniciou em 2003 e segue até o presente.